# Geely CD
Geely CD — спортивный автомобиль на базе Geely CK, выпускавшийся компанией Geely Automobile с 2009 по 2011 год.

## Описание

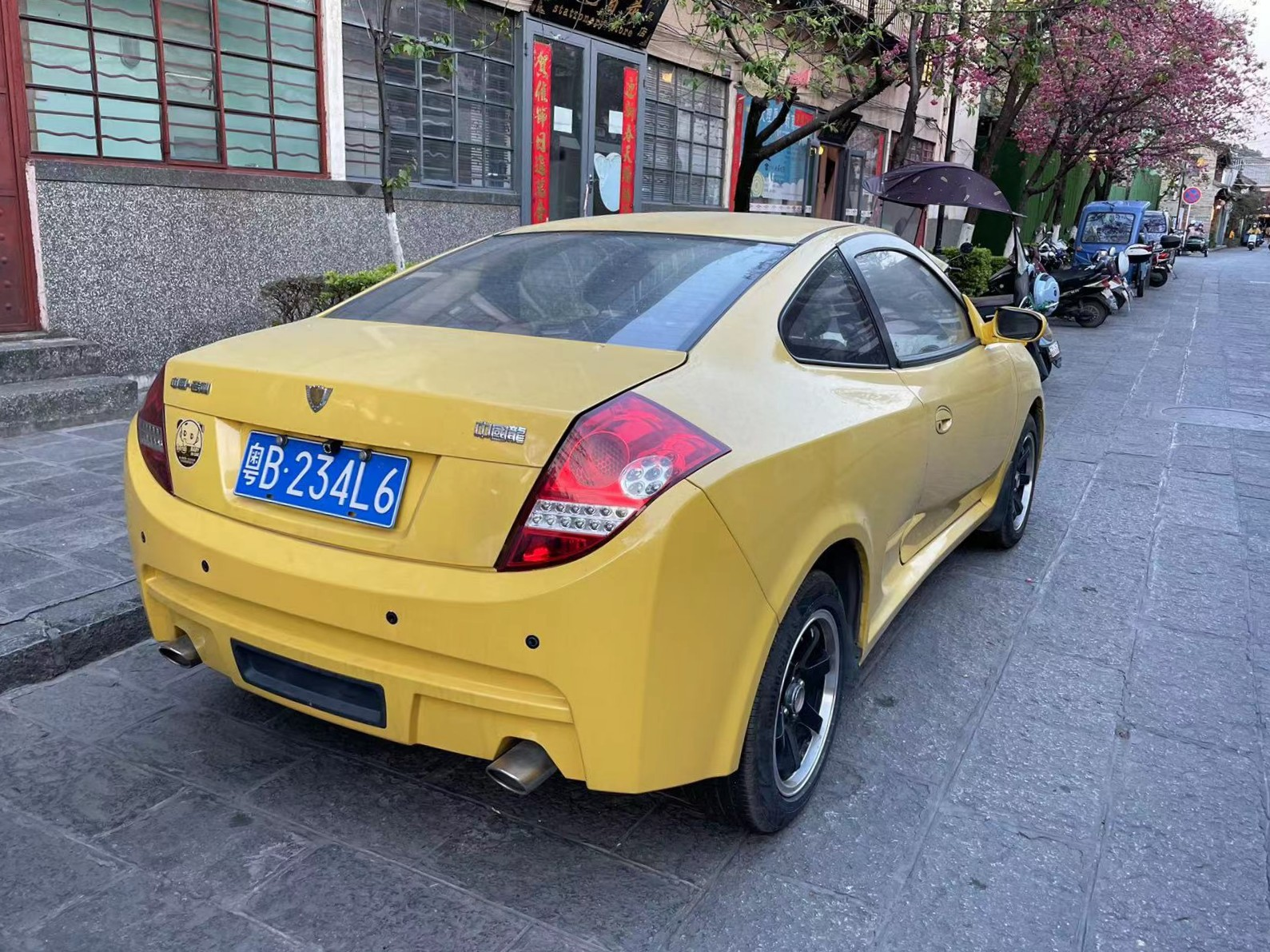
Вид сзади

Автомобиль Geely CD впервые был представлен на Франкфуртском автосалоне в 2005 году под оригинальным названием Geely Zhongguolong (中国龙). В разработке модели принимала участие компания Daewoo.
Затем в 2006 году автомобиль был представлен на Пекинском автосалоне. От базовой модели автомобиль отличался «чисто китайским» стилем. Передняя часть напоминает грим в пекинской опере, а кузов — дракона.
Продажи автомобиля начались в марте 2009 года по цене от 86800 до 88800 юаней. В 2011 году автомобиль был снят с производства.

## Технические характеристики
Автомобиль Geely CD оснащался 1,5-литровым двигателем внутреннего сгорания Toyota A мощностью 94 л. с. при 6000 об/мин. Двигатель сочетался в паре с механической, пятиступенчатой трансмиссией. Имелись и другие двигатели.